# London Bridge/End of an Era
London Bridge/End of an Era è un singolo doppio A-side della band punk rock Inglese Dogs. Il singolo è stato pubblicato il 15 novembre 2004 ed entrambe le canzoni furono più tardi inserite nell'album studio di debutto della band, Turn Against This Land.

## Tracce
1. London Bridge – 3:46
2. End of an Era – 3:49